# Lila Lapanja

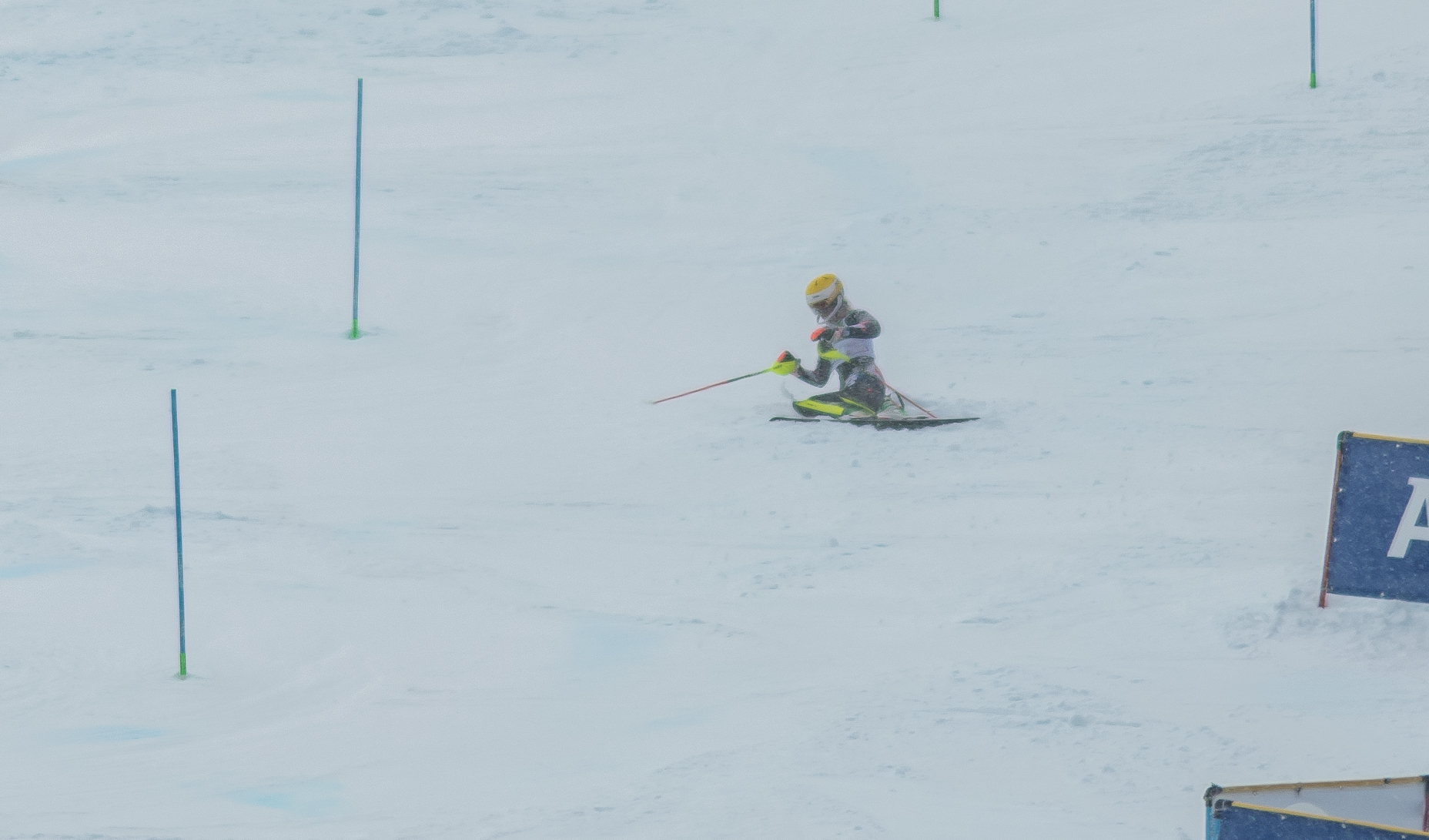
Lila Lapanja (2024)

Lila Lapanja (* 3. Dezember 1994 in Truckee, Kalifornien) ist eine slowenisch-amerikanische Skirennläuferin. Sie ist auf die technischen Disziplinen Slalom und Riesenslalom spezialisiert.

## Biografie
Lila Lapanja wurde 1994 in Truckee, Kalifornien, geboren und wuchs in Incline Village am Lake Tahoe in Nevada auf. Das Skifahren erlernte sie bereits im Alter von zwei Jahren mithilfe ihres slowenischen Vaters Vojko, einem ehemaligen Skirennläufer, am Diamond Peak. Später besuchte sie die Sugar Bowl Ski Academy. Lapanja spricht neben Englisch fließend Slowenisch und Deutsch und engagiert sich für die Rettung des Schneeleoparden.
Mit 15 startete sie erstmals in einem FIS-Rennen und belegte gleich den dritten Platz. Nach zwei erfolgreichen Wintern wurde sie 2011 in den Kader des US-Ski-Teams aufgenommen. Zweimal nahm sie an Juniorenweltmeisterschaften teil und erreichte 2014 in Jasná einen sechsten Platz im Slalom als bestes Resultat. In derselben Saison gewann sie erstmals die Slalomwertung im Nor-Am Cup. Nach ihren ersten drei Siegen entschied sie dieses Klassement in der Saison 2015/16 erneut für sich. Daneben belegte sie im Slalom bereits dreimal (2014, 2016 und 2017) Rang zwei im Rahmen von US-Meisterschaften.
Im Februar 2015 wurde sie für die Weltmeisterschaften in Vail/Beaver Creek nominiert, entschied sich jedoch aufgrund einer Verletzung gegen die Teilnahme. Ihr Weltcup-Debüt gab Lapanja am 28. November 2015 im Slalom von Aspen. Bei ihrem dritten Start gewann sie im Januar 2016 mit Platz 23 in Flachau erstmals Weltcuppunkte.
In den darauffolgenden Jahren startete Lapanja hauptsächlich bei Rennen des Nor-Am Cups. Dort feierte sie mehrere Siege und konnte in den Saisonen 2019/20 sowie 2021/22 jeweils die Slalomwertung für sich entscheiden. Im Weltcup starte Lapanja nur noch vereinzelt, ohne dabei größere Erfolge zu erzielen.
Im Mai 2024 wurde bekannt, dass Lapanja ab der Saison 2024/25 für den slowenischen Verband starten wolle.

## Erfolge

### Weltcup
- 3 Platzierungen unter den besten 30

### Weltcupwertungen
| Saison  | Gesamt | Gesamt | Slalom | Slalom |
| Saison  | Platz  | Punkte | Platz  | Punkte |
| ------- | ------ | ------ | ------ | ------ |
| 2015/16 | 111.   | 8      | 51.    | 8      |
| 2020/21 | 117.   | 6      | 51.    | 6      |
| 2023/24 | 120.   | 4      | 54.    | 4      |

### Nor-Am Cup
- Saison 2012/13: 7. Kombinationswertung, 9. Slalomwertung
- Saison 2013/14: 7. Gesamtwertung, 1. Slalomwertung
- Saison 2015/16: 4. Gesamtwertung, 1. Slalomwertung, 9. Riesenslalomwertung
- Saison 2016/17: 10. Slalomwertung
- Saison 2017/18: 9. Gesamtwertung, 2. Slalomwertung, 10. Riesenslalomwertung
- Saison 2019/20: 4. Gesamtwertung, 1. Slalomwertung, 7. Kombinationswertung
- Saison 2021/22: 7. Gesamtwertung, 1. Slalomwertung, 2. Kombinationswertung
- Saison 2022/23: 5. Slalomwertung, 20. Gesamtwertung, 25. Riesenslalomwertung
- 19 Podestplätze, davon 8 Siege:

| Datum             | Ort               | Land   | Disziplin |
| ----------------- | ----------------- | ------ | --------- |
| 14. Dezember 2015 | Panorama          | Kanada | Slalom    |
| 15. Dezember 2015 | Panorama          | Kanada | Slalom    |
| 6. Februar 2016   | Mont-Tremblant    | Kanada | Slalom    |
| 19. November 2019 | Copper Mountain   | USA    | Slalom    |
| 20. November 2019 | Copper Mountain   | USA    | Slalom    |
| 23. November 2021 | Copper Mountain   | USA    | Slalom    |
| 10. Februar 2022  | Osler Bluff       | Kanada | Slalom    |
| 28. März 2023     | Whistler Mountain | Kanada | Slalom    |

### Juniorenweltmeisterschaften
- Québec 2013: 15. Slalom, 38. Riesenslalom
- Jasná 2014: 6. Slalom, 17. Super-Kombination, 38. Super-G

### Weitere Erfolge
- US-Vizemeisterin im Slalom 2014, 2016 und 2017
- 9 Siege in FIS-Rennen